# God Bless Anguilla
God Bless Anguilla è l'inno di Anguilla; fu composto nel 1981, sia il testo che la musica, da Alex Richardson.
Esso è considerato l'inno non ufficiale dell'isola; quello ufficiale è God Save the King poiché l'isola è uno dei territori britannici d'oltremare.

## Testo
Nurture and keep her

Noble and beauteous

She stands midst the sea

Oh land of the happy

A haven we'll make thee

Our lives and love

We give unto thee
With heart and soul

We'll build a nation

Proud, strong and free

We'll love her hold her

Dear to our hearts for eternity

Let truth and right

our banner be

We'll march ever on
Mighty we'll make

Long may she prosper

God grant her leaders

wisdom and grace

May glory and honour

Ever attend her

Firm shall she stand

Throughout every age»
La nutra e la mantenga

Nobile e bella

Ella si erge in mezzo al mare

Oh, terra dei felici

Noi ne faremo un paradiso

Le nostre vite e il nostro amore

Noi ti diamo
Con il cuore e con l'anima

Noi costruiremo una nazione

Orgogliosa, forte e libera

Noi l'ameremo e la terremo

Cara ai nostri cuori per l'eternità

Che la verità e il bene

Siano la nostra bandiera

Noi marceremo sempre con essa
Noi la renderemo forte

A lungo potrà prosperare

Dio darà ai suoi capi

Saggezza e grazia

Che la gloria e l'onore

Siano sempre dalla sua parte

Che possa rimanere salda

Attraverso ogni epoca»
(Alex Richardson, God Bless Anguilla)